# Anna Gerasimou
Anna Gerasimou (griechisch Άννα Γερασίμου; * 15. Oktober 1987) ist eine ehemalige griechische Tennisspielerin.

## Karriere
Gerasimou, die mit sechs Jahren das Tennisspielen begann, spielte vorrangig Turniere auf dem ITF Women’s Circuit, bei denen sie sieben Einzel- und drei Doppeltitel gewonnen hat. Ihr erstes Turnier als Profi absolvierte sie im Juni 2002 in Thessaloniki, im März 2004 erreichte sie beim Turnier in Athen zum ersten Mal ein Viertelfinale, in dem sie gegen Maria Geznenge mit 2:6 und 1:6 verlor. Ihr erstes Finale erreichte sie im März 2005 in Athen, wo sie Mădălina Gojnea mit 1:6 und 3:6 unterlag. Ihren ersten Titel gewann sie im Mai 2006 in Antalya mit einem Endspielsieg über Çağla Büyükakçay (6:3, 6:2).
Ihr letztes Match auf der Profitour bestritt sie Ende September 2010, seit 2011 wird sie in den Weltranglisten nicht mehr geführt.
2008 ging sie mit ihrer Partnerin Eleni Daniilidou beim Damendoppel der Olympischen Spiele an den Start. Sie unterlagen der Schweizer Paarung Emmanuelle Gagliardi / Patty Schnyder mit 0:6 und 4:6.
Gerasimou spielte seit 2004 für die griechische Fed-Cup-Mannschaft. Bei 25 Nominierungen kam sie auf insgesamt 35 Partien, davon 24 im Einzel. Ihre Bilanz weist 17 Siege (14 im Einzel) und 18 Niederlagen aus.

## Turniersiege

### Einzel
| Nr. | Datum              | Turnier        | Kategorie   | Belag     | Finalgegnerin            | Ergebnis       |
| --- | ------------------ | -------------- | ----------- | --------- | ------------------------ | -------------- |
| 1.  | 21. Mai 2006       | Antalya        | ITF $10.000 | Hartplatz | Çağla Büyükakçay         | 6:3, 6:2       |
| 2.  | 24. September 2006 | Mytilini       | ITF $10.000 | Hartplatz | Alexandra Panowa         | 6:4, 6:4       |
| 3.  | 8. Oktober 2006    | Volos          | ITF $10.000 | Teppich   | Patricia Mayr-Achleitner | 6:3, 2:6, 6:1  |
| 4.  | 10. März 2007      | Ramat Hasharon | ITF $10.000 | Hartplatz | Nikola Vajdová           | 6:2, 4:6, 6:4  |
| 5.  | 8. Juli 2007       | Mont-de-Marsan | ITF $25.000 | Sand      | Olivia Sanchez           | 6:3, 2:6, 6:4  |
| 6.  | 26. Juli 2008      | A Coruña       | ITF $25.000 | Hartplatz | Neuza Silva              | 6:2, 6:75, 6:3 |
| 7.  | 5. Juli 2009       | Mont-de-Marsan | ITF $25.000 | Sand      | Selima Sfar              | 7:5, 6:3       |

### Doppel
| Nr. | Datum            | Turnier | Kategorie   | Belag     | Partnerin          | Finalgegnerinnen                   | Ergebnis   |
| --- | ---------------- | ------- | ----------- | --------- | ------------------ | ---------------------------------- | ---------- |
| 1.  | 15. Oktober 2009 | Lagos   | ITF $25.000 | Hartplatz | Nina Brattschikowa | Anna Berta Anastassija Muchametowa | 7:63, 7:61 |
| 2.  | 22. Oktober 2009 | Lagos   | ITF $25.000 | Hartplatz | Nina Brattschikowa | Chen Astrogo Keren Shlomo          | 6:4, 7:5   |
| 3.  | 28. März 2010    | Antalya | ITF $10.000 | Sand      | Julija Bejhelsymer | Mihaela Buzarnescu Alenka Hubacek  | kampflos   |